# Жан I (маркграф Намюра)
Жан I (фр. Jean Ier de Namur; 1267 — 10 февраля 1330) — маркграф Намюра с 1298 года. Сын Ги де Дампьера и Изабеллы Люксембургской.

## Биография
В марте 1297 года отец и мать Жана I отказались от управления Намюром в пользу сына, но Ги де Дампьер сохранял титул маркграфа вплоть до своей смерти в 1305 году.
В 1296—1298 годах Жан I находился в плену у короля Франции Филиппа IV в Париже.
В 1300 году с различными городами Льежского епископства был подписан договор о союзе и защите. Ги де Дампьер был вновь заключён в тюрьму, а французы были разбиты фламандскими повстанцами при Куртре. Но последние потерпели поражение в 1304 году в битве при Монс-ан-Певеле. Мир с Францией был подписан в 1305 году.
В 1307 году Жан I принёс оммаж графу Эно Вильгельму III за владение макграфством.
В 1308 году Карл Валуа, который был родственником Екатерины де Куртене и Балдуина II де Куртене, претендовал на титул маркграфа Намюра, но король Франции Филипп IV сделал выбор в пользу Жана.
Жан I сопровождал императора Священной Римской империи Генриха VII в Италии. В 1313 году он вместе с графом Лоона Арнульфом V подавил восстание в Италии, вызванного большими налогами. В качестве награды император даровал Жану I в 1314 году Камбре. Жан изгнал епископа Камбре и провёл репрессивные меры против духовенства, за что был отлучён от церкви до 1317 года.
Находился в состоянии войны с князем-епископом Льежа Адольфом II в 1318—1322 годах.
Жан I умер 31 января 1330 года. В маркграфстве Намюр ему наследовал старший сын Жан II.

## Семья и дети
1-я жена: с 1308 года: Маргарита де Клермон (1289—1309), дочь Роберта, графа Клермон-ан-Бовези и Беатрис Бургундской, дамы де Бурбон. Маргарита умерла очень быстро, не оставив детей.
2-я жена с 1309 года: Мария д’Артуа (1291—1365), дочь Филиппа д’Артуа и Бланки Бретонской. От этого брака у Жана I было одиннадцать детей:
- Жан II (1311 — 2 апреля 1335), маркграф Намюра в 1330—1335
- Ги II (1312 — 12 марта 1336), маркграф Намюра в 1335—1336
- Генрих (1313 — 8 октября 1333)
- Бланка Намюрская (1316—1363), вышла замуж за Магнуса Эрикссона, короля Швеции и Норвегии
- Филипп III (1319—1337), маркграф Намюра в 1336—1337
- Мария (1322—1357); 1-й муж с 1336 года: за Генрих II, графа Виандена; 2-й муж с 1340 года: Тибо де Бар (ум. 1353/1354), сеньор де Пиррпон
- Маргарита (1323 — 13 сентября 1383), монахиня Петергема
- Гильом I (1324 — 1 октября 1391), маркграф Намюра в 1337—1391
- Роберт Намюрский, сеньор де Бофор-Сюр-Мез, маршал Брабанта, участник Столетней войны
- Людовик (1325 — между 1378 и 1386), сеньор Петергема и Бейли, наместник в Намюре в 1351 году; жена с 17 мая 1365 года: Изабелла де Руси, дама де Руси, дочь Роберта II, графа де Руси
- Елизавета Намюрская (1329 — 29 марта 1382); муж с 1342 года: Рупрехт I (1309—1390), пфальцграф рейнский (позже — курфюрст Пфальца).